# Layshia Clarendon
Layshia Renee Clarendon (San Bernardino, 2 maggio 1991) è un'ex cestista statunitense, professionista nella WNBA.

## Carriera
È stata selezionata dalle Indiana Fever al primo giro del Draft WNBA 2013 con la 9ª chiamata assoluta.
Con gli Stati Uniti ha disputati Campionati mondiali del 2018.